# Luigi Crosio

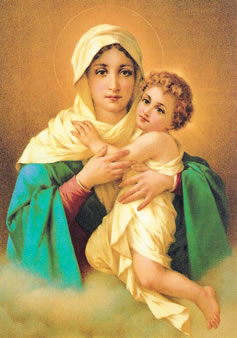
Refuge des Pécheurs Madonna, Luigi Crosio, 1898

Luigi Crosio, né en 1834 et mort en 1916 à Turin en Italie, est un peintre italien qui a vécu et travaillé à Turin. Selon l'enregistrement, il serait né à Alba, mais la ville d'Acqui Terme, à quelques miles au sud d'Alba, se revendique comme le lieu de naissance de Luigi Crosio.

## Biographie
Il étudie à l'Accademia Albertina di Belle Arte à Turin.
Ses premières œuvres sont de nature commerciale, mais il se spécialise ensuite dans des scènes romantiques situées au XVIIIe siècle et dans des portraits ou des scènes de Pompéi. Il apprécie l'opéra et peint plusieurs scènes tirées d'opéras populaires. Il est aussi lithographe et se consacre également à la publication de livres et d'images.
Il a plusieurs filles et l'une d'elles, Carola Crosio, épouse le célèbre mathématicien Giuseppe Peano (qui propose initialement les axiomes de Peano) en 1887.
En 1898 il peint le célèbre Refugium Peccatorum Madonna qui est plus tard appelé aussi La Mère Trois fois Admirable, la même année que le photographe Secondo Piaprend la photo du saint Suaire de Turin qui devient plus tard reconnue comme Sainte Face de Jésus.

## Sources
- (en) Research on Luigi Crosio, 1835 – 1915, the Italian painter whose picture is known all over the world
- 400 Ans de "la Mère Trois fois Admirable", Université de Dayton